# James Bateman

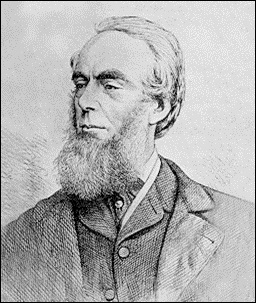
James Bateman

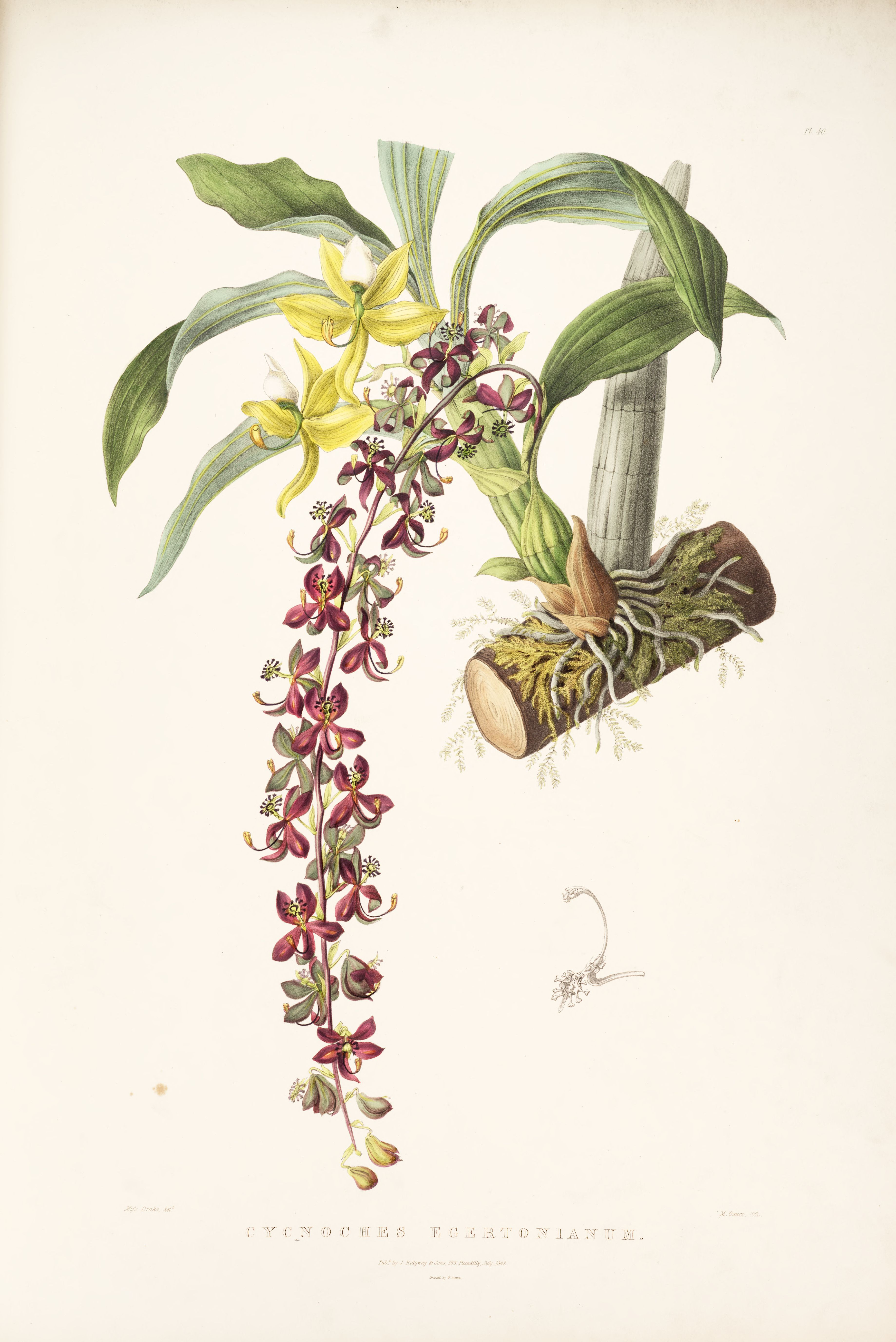
Cycnoches egertonianum aus seinem Buch über Orchideen aus Mexiko und Guatemala 1842

James Bateman (* 18. Juli 1811 in Redivals bei Bury; † 27. November 1897 in Worthing, West Sussex) war ein britischer Botaniker. Sein offizielles botanisches Autorenkürzel lautet „Bateman“.

## Leben
Bateman studierte in Oxford (B. A. 1834, M.A. 1835) und vermehrte dann sein ererbtes Vermögen in der Eisenindustrie und im Kohlebergbau.
1838 heiratete er Maria Sybilla Warburton, die Schwester von Peter Egerton Warburton. Sie hatten vier Kinder. Der älteste Sohn, John, heiratete Jessy Caroline, Tochter von Richard Bootle-Wilbraham, Baron Skelmsdale und ließ sich in Knypersley Hall nieder. Sein Sohn Rowland war Missionar in Indien, bis er sich 1906–1915 als Pfarrer in Biddulph niederließ, und der jüngste, Robert Bateman war Maler.

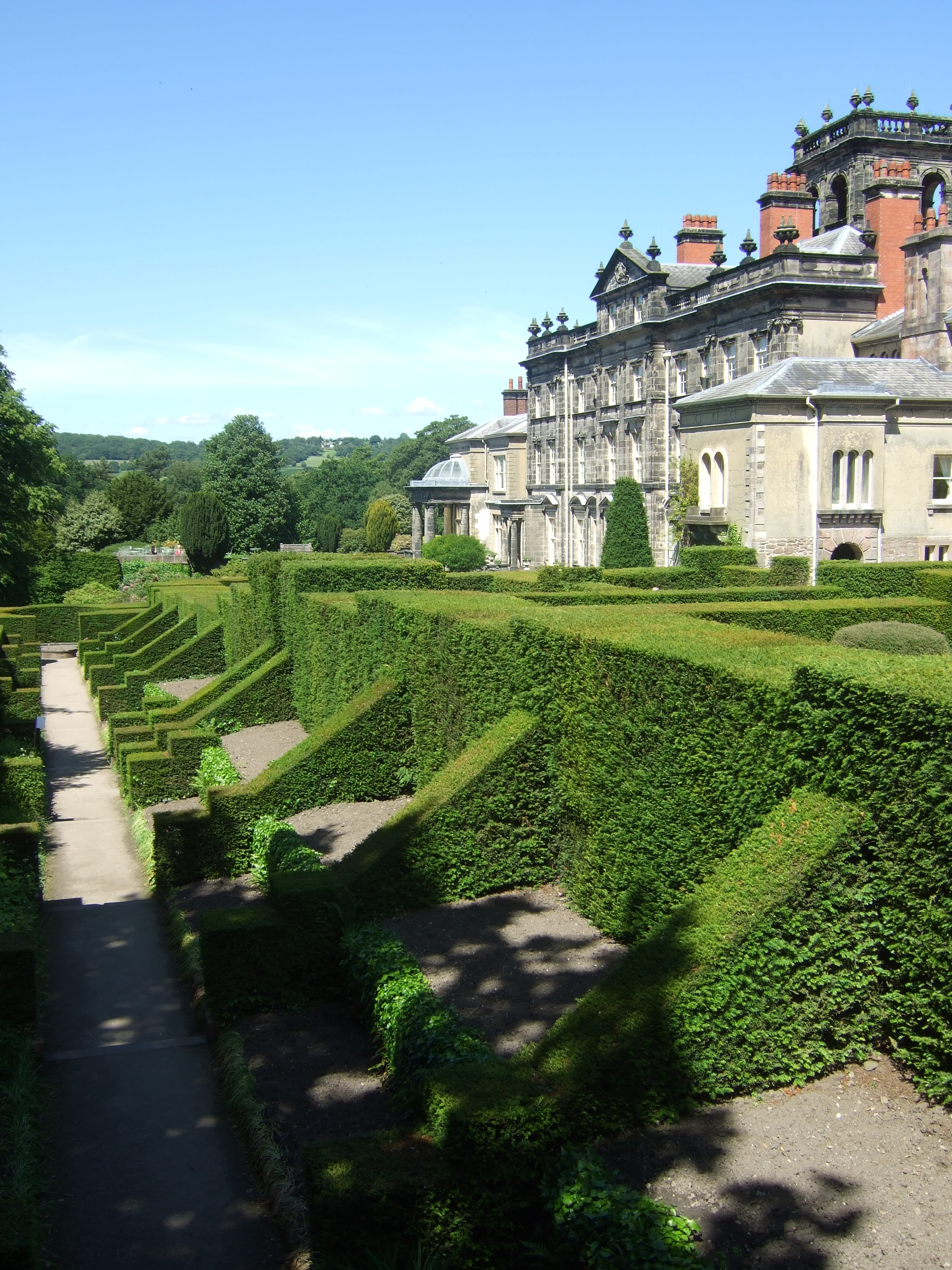
Biddulph Grange

Ab 1840 legte Bateman mit Hilfe seines Freundes, des Malers Edward William Cooke (1811–1880), und seiner Frau einen Garten auf seinem Landsitz in Biddulph Grange bei Stoke-on-Trent an. Der Garten ist themenbezogen angelegt (zum Beispiel gibt es einen Chinesischen Garten, zu Italien, dem Himalaya und einen zum Alten Ägypten) und gilt unter Landschaftsarchitekten als seltenes Beispiel aus der Übergangszeit von englischen Landschaftsgärten im Stil von Capability Brown zur ausgereiften viktorianischen Form. Hier stelle Bateman Teile seiner umfangreichen Pflanzensammlungen aus, wobei er eine Vorliebe für Azaleen und Rhododendren hatte. Zu dem Garten gehörte ein ausgedehntes Arboretum.
Außerdem sammelte und züchtete Bateman Orchideen, wozu er Botaniker nach Guatemala und andere Länder schickte. Er stand mit führenden Orchideenspezialisten in Kontakt und war selbst ein anerkannter Experte für Orchideen. Um 1845 veröffentlichte er ein großformatiges Werk über die Orchideen Zentralamerikas. Das Werk trug zur Popularisierung der Orchideenzucht in Großbritannien bei. Bateman schrieb später viele Beiträge über Orchideen in Paxton’s Botanical Magazine.
Bateman musste Landsitz und Garten 1861 verkaufen und zog nach Hyde Park Gate in Kensington und dann nach Worthing. Zeitweise war Biddulph Grange Hospital, 1988 wurde es vom National Trust erworben.
Bateman war Präsident der North Staffordshire Field Society und war in der Royal Horticultural Society aktiv.

## Ehrungen
Viele Orchideenarten sind nach ihm benannt. Orchideen aus seiner Sammlung sind teilweise im Herbarium von John Lindley in Kew. Lindley benannte zum Beispiel die Orchidee Batemannia colleyi nach ihm (und Reginald Colley, der für Bateman in Guayana sammelte). Lindley bestimmte viele Orchideen für Bateman.
Besonders die Gattung Batemannia Lindl. aus der Pflanzenfamilie der Orchideen ehrt den Orchideenspezialisten.

## Schriften (Auswahl)
- The Orchidaceae of Mexico and Guatemala. 1837–1843 (Digitalisat).
- Guide to cool orchid growing. 1864.
- A second century of orchidaceous plants. L. Reeve & Co., London 1867 (Digitalisat).
- A monograph of Odontoglossum. L. Reeve & Co., London 1864–1874.